# ژولیان آلافیلیپ
ژولیان آلافیلیپ (فرانسوی: Julian Alaphilippe‎؛ زادهٔ ۱۱ ژوئن ۱۹۹۲) دوچرخه‌سوار اهل فرانسه است.
از باشگاه‌هایی که در آن رکاب زده‌است می‌توان به تیم کوئیک‌استپ فلورز و تیم دوچرخه‌سواری آرمی دو تر اشاره کرد.